# ジベンジルエーテル
ジベンジルエーテル（英: dibenzyl ether）は、化学式C14H14O で表される有機化合物。酸素にベンジル基が二つ結合したエーテルである。

## 用途
溶媒やキャリア染色、フルーツ・スパイス・ナッツ系フレーバー、石鹸用フローラル系香料として使用される
。

## 安全性
日本の消防法では危険物第4類・第3石油類に分類される。動物実験での半数致死量（LD50）は、ラットへの経口投与で2,500mg/kg。皮膚や眼に対する軽度の刺激性、水生環境に対する有害性がある。